# Gai Hostili Cató
Gai Hostili Cató (en llatí Caius Hostilius Cato) va ser un magistrat romà del segle iii aC. Formava part de la gens Hostília.
Era germà de Aulus Hostilius Cato amb el que va ser col·lega com a pretor l'any 207 aC, càrrec que van exercir conjuntament. Després de diversos canvis de càrrec causats per la situació excepcional de guerra que es vivia (la Segona Guerra Púnica), va arribar a exercir simultàniament els oficis de pretor urbà i pretor peregrí per permetre als altres pretors d'aquell any d'exercir el comandament contra Hanníbal.